# Antonella Sberna
Antonella Sberna (nascida a 11 de Janeiro de 1982) é uma política italiana dos Irmãos da Itália que foi eleita membro do Parlamento Europeu em 2024. Foi anteriormente vereadora em Viterbo e trabalhou para o Parlamento Europeu, o consulado-geral da Itália em Los Angeles e o Senado da República.